# ハーブ・マッキンリー
ハーバート・マッキンリー (マッケンリー、Herbert Henry "Herb" McKenley OM、1922年7月10日 - 2007年11月26日)は、ジャマイカの陸上競技選手。
マッキンリーは、ジャマイカのクラレンドン教区出身で、アメリカのイリノイ大学に在学中だった1946年と1947年には全米学生選手権(NCAA)の220ヤードと440ヤードで優勝を果たす。彼はまた全米体育協会の440ヤードでも1945年、1947、1948年で優勝を果たしている。さらに、1947年には100mで10秒3、200mで20秒4、400mで46秒2の3種目で世界ランク1位となっており、これは史上初の偉業であった。
1948年ロンドンオリンピックの直前、400で46.0秒の世界新記録を樹立。さらに1ヶ月後には45.9秒と自己の世界記録を更新する。しかし、オリンピックでは400mで同じジャマイカのアーサー・ウィントに敗れ銀メダルに終わってしまう。さらに200mでも4位と成績が振るわなかった。さらに4×400mリレーでも、決勝でウィントが筋肉を痛めメダル獲得はならなかった。
1951年のパンアメリカンゲームズでは100m、200m、400mの3種目とも3位という奇妙な成績を残している。
1952年ヘルシンキオリンピックの100mでは、4位まで10.4秒位という非常に混戦となった中、銀メダルを獲得。さらに400mでも同じジャマイカのジョージ・ローデンと45秒9の銅タイムで銀メダルであった。しかし、マッキンリーは4×400mでジャマイカチームの第3走者として3分03秒9の世界記録を出し、ついに金メダルを獲得した。

## 主な実績
| 年   | 大会                   | 場所                           | 種目         | 結果 | 記録     |
| ---- | ---------------------- | ------------------------------ | ------------ | ---- | -------- |
| 1948 | オリンピック           | ロンドン(イギリス)             | 400m         | 銀   | 46秒4    |
| 1951 | パンアメリカンゲームズ | ブエノスアイレス(アルゼンチン) | 100m         | 銅   | 11秒0    |
| 1951 | パンアメリカンゲームズ | ブエノスアイレス(アルゼンチン) | 200m         | 銅   | 21秒5    |
| 1951 | パンアメリカンゲームズ | ブエノスアイレス(アルゼンチン) | 400m         | 銅   | 48秒2    |
| 1952 | オリンピック           | ヘルシンキ(フィンランド)       | 100m         | 銀   | 10秒4    |
| 1952 | オリンピック           | ヘルシンキ(フィンランド)       | 400m         | 銀   | 45秒9    |
| 1952 | オリンピック           | ヘルシンキ(フィンランド)       | 4×400mリレー | 金   | 3分03秒9 |